# Kloster Grandselve (Kamerun)
Das Kloster Grandselve (lat. Monasterium Beatae Mariae de Grandi Silva) war von 1955 bis 1968 ein Kloster der Trappisten und ist seit 1968 ein Kloster der Trappistinnen in Obout in Nkolmetet in Kamerun. Seit 2013 ist die Gemeinschaft zerstreut.

## Geschichte
Das französische Trappistenkloster Aiguebelle gründete 1951 in Minlaba in Mengueme in Kamerun das Tochterkloster Notre-Dame d’Afrique (Unserer Lieben Frau von Afrika), das 1955 nach Obout in Nkolmetet verlegt wurde. Dort wechselte es 1957 den Namen und nannte sich Notre-Dame de Grandselve (nach dem durch die Französische Revolution aufgelösten Kloster Grandselve). Als 1968 die Trappisten nach Koutaba im Département Noun wechselten und dort auch den neuen Namen Notre-Dame de Koutaba annahmen, folgten ihnen in Obout Trappistinnen des französischen Klosters La Coudre aus Laval nach und übernahmen auch die Klosterbezeichnung. 1995 wurde das Kloster zum Priorat erhoben. 2013 kam es zur Zerstreuung der Gemeinschaft, die jedoch unter Priorin Regina Nebo offiziell weiter besteht.
Oberinnen:
- Anne MORIN (1968–1985)
- Monique (Aelred) BOURRU LA M. (1985–1989)
- Guénolé LE PAGE (1989–1992)
- Anne NOËL (1992–2003)
- Marie-Angèle NGOU (2003–2009)
- Hortense Mituga (2009–2013)
- Regina Nebo (2013–)